# Kazan (imperatore del Giappone)
Kazan (花山天皇, Kazan-tennō; Heian-kyō, 29 novembre 968 – Heian-kyō, 17 marzo 1008) è stato il 65º imperatore del Giappone secondo il tradizionale ordine di successione.

## Biografia
Il suo regno ebbe inizio nel 984 terminando poi nel 986. Il suo nome personale era Morosada-shinnō (師貞親王?, Morosada-shinnō).